# رون كينغ
رون كينغ (11 يوليو 1951 بلويفيل في الولايات المتحدة - ) (بالإنجليزية: Ron King)‏ هو لاعب كرة سلة أمريكي في مركز مدافع مسدد الهدف. لعب مع كنتاكي كولونيلز.

## وصلات خارجية
- رون كينغ على موقع سبورتس رفرنس (الإنجليزية)
- رون كينغ على موقع كلية كرة السلة في سبورتس رفرنس.كوم (الإنجليزية)
- رون كينغ على موقع ريلجم (الإنجليزية)
- رون كينغ على موقع بروبوليرز (الإنجليزية)